# Adalbert Matkowsky

Helene Wickmann und Adalbert Matkowsky

August Adalbert Matkowsky, auch Matzkowsky (* 6. Dezember 1857 in Königsberg i. Pr.; † 16. März 1909 in Charlottenburg) war ein deutscher Schauspieler.

## Leben

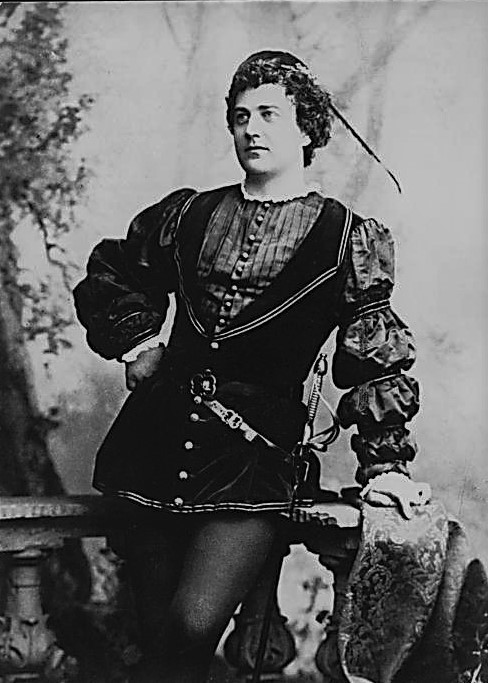
Adalbert Matkowsky als Romeo

Als Sohn einer Näherin geboren, besuchte er in Berlin die Realschule. Mit sieben Jahren lernte er eine Artistenfamilie des Zirkus Carré kennen und riss von zu Hause aus, um sich dieser anzuschließen. Nach drei Tagen fing ihn seine Mutter jedoch wieder ein und brachte ihn nach Hause zurück. Nach dem Besuch der königlichen Realschule begann er eine Lehre an einem Importhaus, die er bald abbrach und Schauspielunterricht bei Heinrich Oberländer nahm. Anschließend hatte er dann seine ersten Auftritte im Gesellschaftstheater Urania in Berlin. Kurz darauf wurde er an das Hoftheater Dresden verpflichtet, wo er 1877, als Zwanzigjähriger, sein eigentliches Debüt gab. Zunächst eroberte er sich sein Publikum als jugendlicher Liebhaber. Er traf damit die Herzen seiner Zuschauer, erweiterte aber sein Repertoire auf Helden- und Charakterrollen: Franz Moor, Fiesco, Tasso. 1886 ging er, nun schon über die Grenzen hinaus bekannt, ans Stadttheater nach Hamburg.

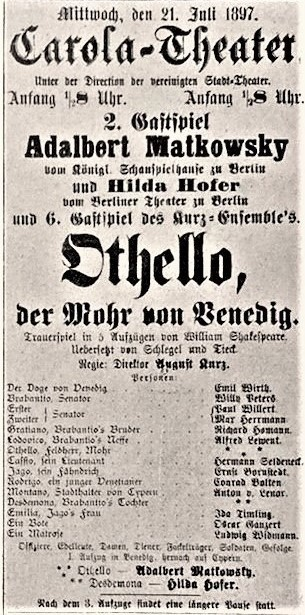
Othello mit Adalbert Matkowsky und Hilda Hofer, Carola Theater, 21. Juli 1897

1889 machte er seinen wohl wichtigsten Karrieresprung: Er spielte am Königlichen Schauspielhaus am Gendarmenmarkt, dem heutigen Konzerthaus Berlin. Bejubelt von seinem Berliner Publikum konnte er die ungestüme, komödiantische Kraft seiner Schauspielkunst entfalten. Karl Mauch schreibt anlässlich seines 50. Todestages: „Das Publikum war begeistert, wenn der sehr riesenhafte, sehr männliche Mann seinen Götz oder Othello hinlegte. Seine Stimme, die er bis zu einem kaum hörbaren Flüstern dämpfen wusste, ließ bei Ausbrüchen das Haus erzittern“. Der zeitgenössische, altersweise Theodor Fontane war hingegen durchaus kritischer Meinung: „Ich bin Anti-Matkowsky, halte seine ganze Spielweise für eine Verirrung und finde diesen nach dem Prinzip von Flut und Ebbe hergerichteten Wechsel von Stentorschreiereien und flüsterndstem Geflüster […] vorwiegend komisch, ungebildet und für ein Berliner Publikum unzulässig. Herrn Matkowskys Kunstideal ist nicht das meine, und bei rückhaltloser Würdigung seiner eminenten Gaben habe ich doch immer aufs neue hervorheben müssen, daß er mir in der Verwendung dieser seiner Gaben zu »theatralisch« sei.“. Alfred Kerr, der große Theaterkritiker, bringt es für seine Leser auf den Punkt: „Ein Kulissenreißer […] – Ein Wagnersänger ohne Stimme.“ Dennoch, jenseits dieser Kritik, Adalbert Matkowsky war mit seinem Antipoden Josef Kainz bestimmend im Theaterleben Berlins um die Wende zum 20. Jahrhundert. Matkowsky galt als einer der bedeutendsten Shakespeare-Interpreten seiner Zeit. Engagements in St. Petersburg und New York sowie seine zahlreichen Auftritte auf deutschen Bühnen bekräftigen seine Bedeutung. Er wurde vom Theatervolk geliebt und 1900 zum „Königlich preußischem Hofschauspieler“ ernannt.

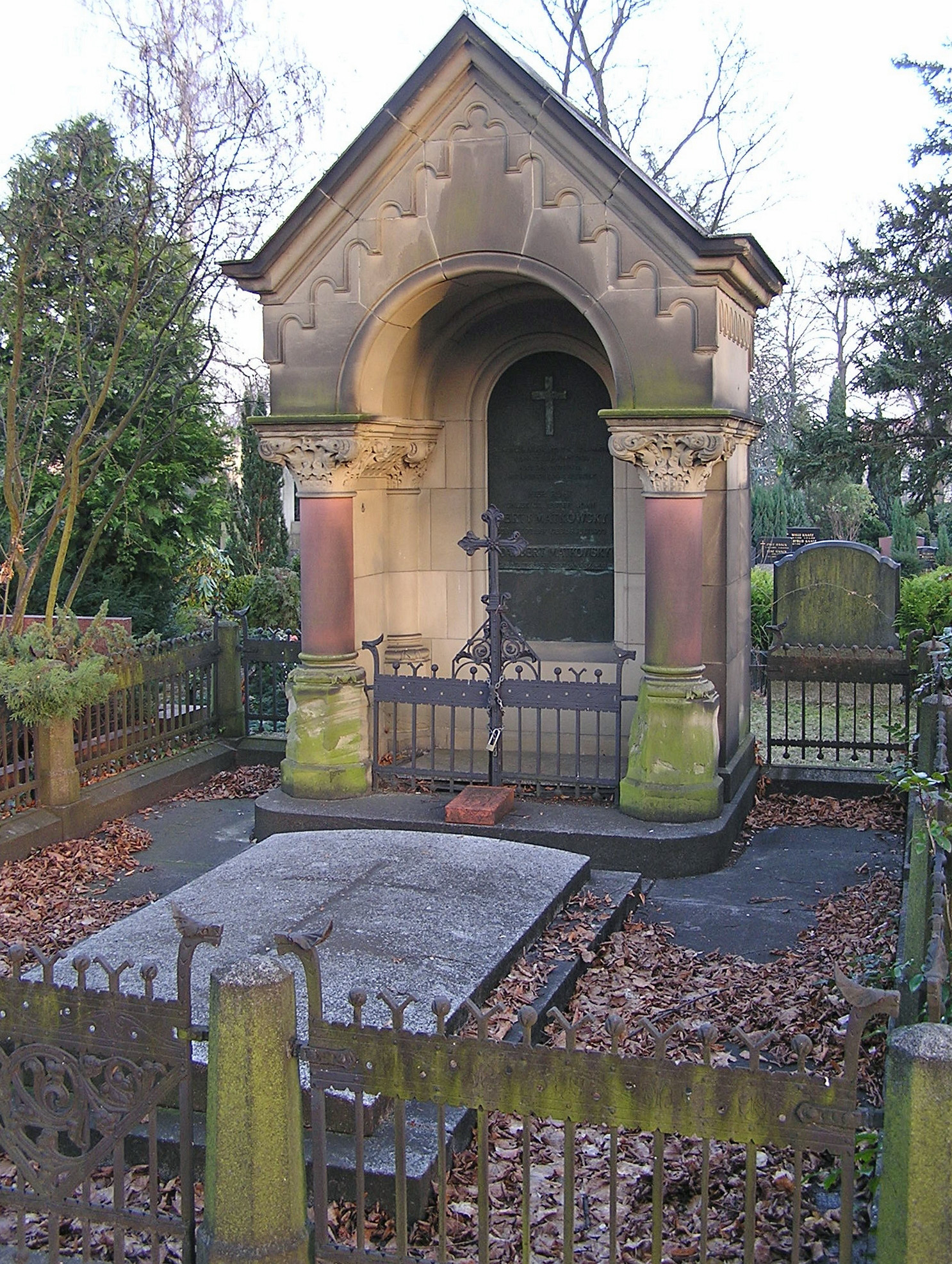
Grabstätte

Matkowsky ging auch wegen seiner exzessiven Lebensweise dem Verfall entgegen. Der Tod seines einzigen Sohnes in den Walliser Alpen allerdings traf ihn schwer und ließ letztlich seine Lebenskraft verglühen. Er starb mit nur 52 Jahren an einem Herzschlag und wurde in Berlin-Charlottenburg (Westend) auf dem Luisenfriedhof II beerdigt. Fünfzig Jahre später fand dort auch seine letzte große Liebe, Helene Wickmann, ihre letzte Ruhe. Sein Grab war von 1956 bis 2014 als Ehrengrab der Stadt Berlin gewidmet.

## Nachleben
Adalbert Matkowsky hinterließ eine beachtliche Kunstsammlung, die 1910 bei Rudolph Lepke’s Kunst-Auctions-Haus zur Versteigerung aufgerufen und mit einer Würdigung von Arthur Eloesser im Ausstellungskatalog angekündigt wurde: „Matkowsky lebte außer und über seiner Zeit; er dachte Faust’s Gedanken, lachte wie Siegfried, focht wie Macbeth und litt wie Oedipus an der zweifelhaften Weisheit der Götter“. Die Sammlung, neben Mobiliar, hauptsächlich Steinzeug, Majolika, Fayence, Glas, Silber, Textilien und Waffen, wird von Eloesser folgendermaßen charakterisiert: „Von außen gesehen war es eine Mietwohnung, wie tausend andere, die das moderne Bedürfnis gleichmäßig hervorbringt, aber innen war es ein Palast, eine Kapelle, eine Trinkstube, eine Rüstkammer, bei allem Reichtum des Einzelnen, Seltenen und Kostbaren etwas durchaus Einheitliches, geprägt durch das Verlangen einer bis zur Wildheit großartigen Persönlichkeit nach prunkender Kraft“. Er wohnte (1905) in Berlin-Charlottenburg, Joachimsthaler Straße 44.
Heute erinnert nur noch wenig an den großen Berliner Schauspieler Adalbert Matkowsky. Neben seinen Büchern ‚Eigenes, Fremdes’ (1896), ‚Exotisches’ (1896), dem Drama ‚Außer meinem König – keiner’ sind es die 1912 nach ihm benannte Matkowskystraße in Berlin-Friedrichshain sowie das prächtige Grabmal auf dem Westend-Friedhof.